# Tramen
El Tramen (también llamado "Firefight" o "Dramen") es un break de batería muy popular en el drum and bass. Se compone a través de la combinación de varios breakbeats clásicos.
El nombre es una contracción de "Trace", el primer músico que popularizó el break, y "amen", el break más fácilmente reconocible en este redoble de batería. Aunque este break se ha atribuido en numerosas ocasiones a Trace, el verdadero creador es Dom & Roland.
El Tramen es una combinación de tres ritmos, como el mismo Dom & Roland ha explicado:

No hay ningún truco especial en la creación del Tramen. Los 3 beats fueron sampleados de los discos Pulp Fiction - Alex Reece ( Model 500 remix), Samuri-Trace (Pete Parsons Babylon remix) y sobre todo el propio "amen"

Entre los artistas que han utilizado el Tramen se encuentran Trace, Dom & Roland, Bad Company o Venetian Snares.